# Pentathlon moderno ai Giochi della XXXI Olimpiade - Gara maschile
La competizione del pentathlon moderno maschile dei giochi olimpici di Rio de Janeiro 2016 si è svolto dal 18 al 20 agosto 2016 presso l'Arena da Juventude (scherma), il Centro Aquático de Deodoro (nuoto) e l'Estádio de Deodoro (equitazione, corsa e tiro a segno).

## Programma
| Data                    | Ora   | Turno                             |
| ----------------------- | ----- | --------------------------------- |
| Giovedì, 18 agosto 2016 | 14:30 | Scherma (definizione graduatoria) |
| Sabato, 20 agosto 2016  | 12:00 | Nuoto                             |
| Sabato, 20 agosto 2016  | 14:00 | Scherma                           |
| Sabato, 20 agosto 2016  | 15:30 | Equitazione                       |
| Sabato, 20 agosto 2016  | 18:00 | Evento Combinato                  |

## Formato
Il Pentathlon moderno consiste in cinque prove, le quali si svolgono tutte nello stesso giorno. Il formato della gara olimpica è leggermente differente da quello tradizionale, con due eventi combinati alla fine.
- Scherma: Girone all'italiana, specialità della spada, si vince alla prima stoccata. Il punteggio è basato sulla percentuale di vittorie.
- Nuoto: 200 metri stile libero. Il punteggio è basato sul tempo.
- Equitazione: Competizione di salto. Il punteggio è basato sulle penalità per gli ostacoli abbattuti, rifiuti, cadute, e l'essere oltre il tempo limite.
- Combinata Corsa/Tiro: Corsa di 3 km combinato al tiro a segno (l'atleta deve colpire 5 bersagli in 70 secondi) ad ogni chilometro. Le partenze di ogni atleta avvengono con ritardo basato sui punti conquistati nei primi tre eventi, di modo che l'ordine di arrivo dell'ultima prova coincide con la classifica finale dell'intera competizione.[1]

## Risultati
| Pos. | Atleta                  | Paese         | Nuoto Tempo (p.ti) | Scherma Vittorie (p.ti) | Equitazione Punteggio (p.ti) | Corsa e tiro a segno Tempo (p.ti) | Totale Tempo (p.ti) |
| ---- | ----------------------- | ------------- | ------------------ | ----------------------- | ---------------------------- | --------------------------------- | ------------------- |
|      | Aleksandr Lesun         | Russia        | 2:05:58 (324)      | 28 (268)                | 71,02 (279)                  | 11:32:35 (608)                    | 1479                |
|      | Pavlo Tymoščenko        | Ucraina       | 2:05:59 (324)      | 21 (227)                | 65,43 (286)                  | 11:05:74 (635)                    | 1472                |
|      | Ismael Hernández        | Messico       | 2:02:12 (334)      | 18 (208)                | 71,78 (300)                  | 11:14:33 (626)                    | 1468                |
| 4    | Valentin Prades         | Francia       | 2:04:44 (327)      | 21 (227)                | 77,92 (277)                  | 11:04:08 (636)                    | 1467                |
| 5    | Riccardo De Luca        | Italia        | 2:09:36 (312)      | 20 (222)                | 71,56 (300)                  | 11:07:23 (633)                    | 1467                |
| 6    | Patrick Dogue           | Germania      | 2:07:65 (318)      | 25 (240)                | 80,73 (288)                  | 11:23:36 (617)                    | 1463                |
| 7    | Max Esposito            | Australia     | 1:59:71 (341)      | 14 (185)                | 74,39 (300)                  | 11:04:99 (636)                    | 1462                |
| 8    | Arthur Lanigan-O'Keeffe | Irlanda       | 2:03:03 (331)      | 16 (198)                | 74,83 (300)                  | 11:12:21 (628)                    | 1457                |
| 9    | David Svoboda           | Rep. Ceca     | 2:05:59 (324)      | 21 (226)                | 79,48 (282)                  | 11:20:92 (620)                    | 1452                |
| 10   | Joseph Choong           | Gran Bretagna | 1:58:50 (345)      | 22 (224)                | 70,31 (293)                  | 11:51:59 (589)                    | 1451                |
| 11   | Nathan Schrimsher       | Stati Uniti   | 2:00:87 (338)      | 20 (220)                | 79,42 (282)                  | 11:30:76 (610)                    | 1450                |
| 12   | Ádám Marosi             | Ungheria      | 2:01:66 (335)      | 16 (196)                | 67,87 (293)                  | 11:19:84 (621)                    | 1445                |
| 13   | Jung Jin-hwa            | Corea del Sud | 2:00:82 (338)      | 17 (203)                | 78,75 (283)                  | 11:21:80 (619)                    | 1443                |
| 14   | James Cooke             | Gran Bretagna | 1:55:60 (354)      | 14 (185)                | 80,48 (288)                  | 11:31:07 (609)                    | 1436                |
| 15   | Charles Fernandez       | Guatemala     | 2:03:18 (331)      | 16 (214)                | 80,58 (271)                  | 11:21:49 (619)                    | 1435                |
| 16   | Cao Zhongrong           | Cina          | 2:00:08 (340)      | 17 (204)                | 74,31 (300)                  | 11:51:14 (589)                    | 1433                |
| 17   | Bence Demeter           | Ungheria      | 2:03:89 (329)      | 19 (217)                | 74,62 (265)                  | 11:21:98 (619)                    | 1430                |
| 18   | Guo Jianli              | Cina          | 2:01:94 (335)      | 19 (214)                | 73,06 (286)                  | 11:46:21 (594)                    | 1429                |
| 19   | Jun Woong-tae           | Corea del Sud | 2:00:88 (338)      | 13 (178)                | 73,91 (272)                  | 11:02:50 (638)                    | 1426                |
| 20   | Valentin Belaud         | Francia       | 2:07:83 (317)      | 19 (216)                | 74,31 (286)                  | 11:39:37 (601)                    | 1420                |
| 21   | Christian Zillekens     | Germania      | 2:06:24 (322)      | 16 (196)                | 75,90 (286)                  | 11:27:45 (613)                    | 1417                |
| 22   | Tomoya Miguchi          | Giappone      | 2:02:62 (333)      | 20 (220)                | 80,30 (281)                  | 12:02:88 (578)                    | 1412                |
| 23   | Omar El Geziry          | Egitto        | 2:03:62 (330)      | 23 (239)                | 75,10 (265)                  | 12:11:94 (569)                    | 1403                |
| 24   | Pier Paolo Petroni      | Italia        | 2:05:51 (324)      | 13 (179)                | 75,94 (293)                  | 11:39:60 (601)                    | 1397                |
| 25   | Amro el-Geziry          | Egitto        | 1:55:80 (353)      | 18 (208)                | 77,23 (291)                  | 12:39:19 (541)                    | 1393                |
| 26   | Andrij Fedečko          | Ucraina       | 2:05:63 (324)      | 16 (198)                | 79,49 (275)                  | 11:47:68 (593)                    | 1390                |
| 27   | Szymon Staśkiewicz      | Polonia       | 2:10:16 (310)      | 21 (227)                | 73,44 (258)                  | 11:45:88 (595)                    | 1390                |
| 28   | Ruslans Nakonechnyi     | Lettonia      | 2:03:83 (329)      | 13 (180)                | 72,45 (272)                  | 11:35:70 (605)                    | 1386                |
| 29   | Shohei Iwamoto          | Giappone      | 2:08:65 (315)      | 09 (154)                | 74,90 (300)                  | 11:54:59 (586)                    | 1355                |
| 30   | Emmanuel Zapata         | Argentina     | 2:06:66 (320)      | 11 (166)                | 77,50 (277)                  | 12:03:19 (577)                    | 1340                |
| 31   | Felipe Nascimento       | Brasile       | 2:05:39 (324)      | 09 (155)                | 75,72 (251)                  | 12:15:59 (565)                    | 1295                |
| 32   | José Ricardo Figueroa   | Cuba          | 2:15:39 (294)      | 09 (156)                | 122,31 (233)                 | 12:49:13 (531)                    | 1214                |
| 33   | Dimităr Krăstanov       | Bulgaria      | 2:04:96 (326)      | 19 (215)                | E (0)                        | 11:02:95 (638)                    | 1179                |
| 34   | Justinas Kinderis       | Lituania      | 2:06:84 (320)      | 18 (211)                | E (0)                        | 11:27:33 (613)                    | 1144                |
| 35   | Pavel Ilyashenko        | Kazakistan    | 2:06:19 (322)      | 18 (208)                | E (0)                        | 11:29:79 (611)                    | 1141                |
| 36   | Jan Kuf                 | Rep. Ceca     | 2:05:84 (323)      | 19 (215)                | E (0)                        | 12:15:62 (565)                    | 1103                |